# Commanderie de Mormant
La commanderie de Mormant (également orthographié Morment) est un ancien « hospital » devenu commanderie située au lieu-dit du même nom, entre les communes françaises de Richebourg et de Leffonds, dans l'actuel département de la Haute-Marne.
Le site historique de Mormant, dont les premières mentions remontent au début du XIIe siècle, a connu bien des vicissitudes au cours de son existence. Gérées par les moines augustins pendant presque un siècle, elle passera brièvement entre les mains des Templiers puis à celles des Hospitaliers.
Transformé en centre agricole de rapport par ces derniers, le site tombe peu à peu en ruine à l'époque de la Renaissance. Comme bien national, il sera enfin vendu en plusieurs lots sous la Révolution française.

## Histoire de la commanderie

### Maison-Dieu Sainte Marie de Mormant

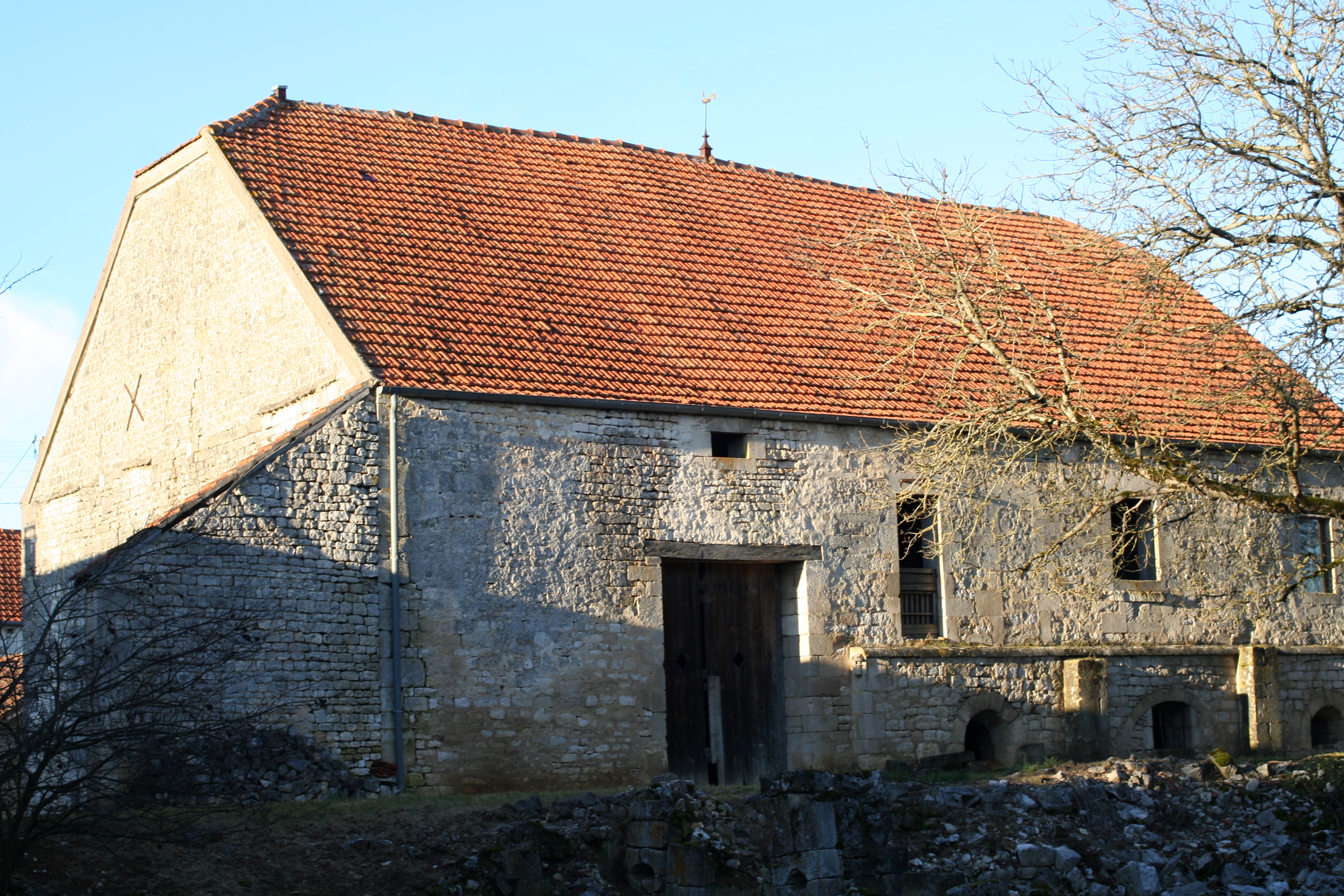
La Maison Dieu.

À l'époque des premières croisades, entre 1095 et 1099, Hugues (Herbert) II Bardoul de Broyes-Chateauvillain gratifie de nombreuses donations cet « hospital » destiné à recevoir les pèlerins et à secourir les pauvres : il devient la Maison-Dieu Sainte Marie de Mormant, en 1121.
Il est placé sous le contrôle spirituel de l'évêque de Langres Hugues de Montréal et confié à une communauté de chanoines observant la règle de Saint Augustin.
Il est constitué à l'origine d'un long bâtiment, l'hôpital réfectoire. Il servira provisoirement d'hôpital pour les malades et d'hôtellerie pour les pèlerins, en attendant la construction, vers le milieu du XIIe siècle de la Maison Dieu qui abritera sous le même toit la chapelle Saint-Nicolas et la salle des malades (« sous le même toit étaient placés le Christ et ses membres souffrants, les pauvres »), avec un cimetière attenant.
À la fin du XIIe siècle existait un logement des convers indépendant, en dehors de l'enclos monastique. Un domaine agricole permet alors de subvenir aux besoins en nourriture des chanoines, des frères et sœurs convers, des malades et des hôtes de passage.
Des difficultés surviennent assez rapidement et conduisent l'évêque de Langres Hugues de Montréal, avec l'autorisation du Pape Honorius III à donner à Guérin, maître des Hospitaliers de l'ordre de Saint-Jean de Jérusalem la relève de la gestion du site en 1225, sous le mandement du comte de Champagne Thibaud IV. L'accord prévoyait la promesse de continuer à exercer l'hospitalité et à respecter les droits de l'église de Langres.
Les Hospitaliers n'ayant pas tenu cette promesse, le Chapitre de Langres et le maître de Mormant entrent en conflit. Ce dernier porte l'affaire en cours de Rome. Le Pape Grégoire IX est obligé d'annuler cette cession en 1227.
L'hôpital de Mormant reprend sa règle antérieure. En 1263, le Pape champenois Urbain IV demande une réforme et la Maison-Dieu devient une abbaye avec à sa tête un abbé.
Malgré ces volontés de changement et ces tentatives de réforme, l'échec du fonctionnement pousse le pape Boniface VIII, le 7 avril 1300, dans une lettre envoyée du palais du Latran à confier les destinées de Mormant à l'ordre du Temple. Leur mission est de « restaurer la maison de Morment, ruinée par la négligence et l’incurie de ses abbés et chanoines, ruinée tant au spirituel qu'au temporel ».

### Les Templiers

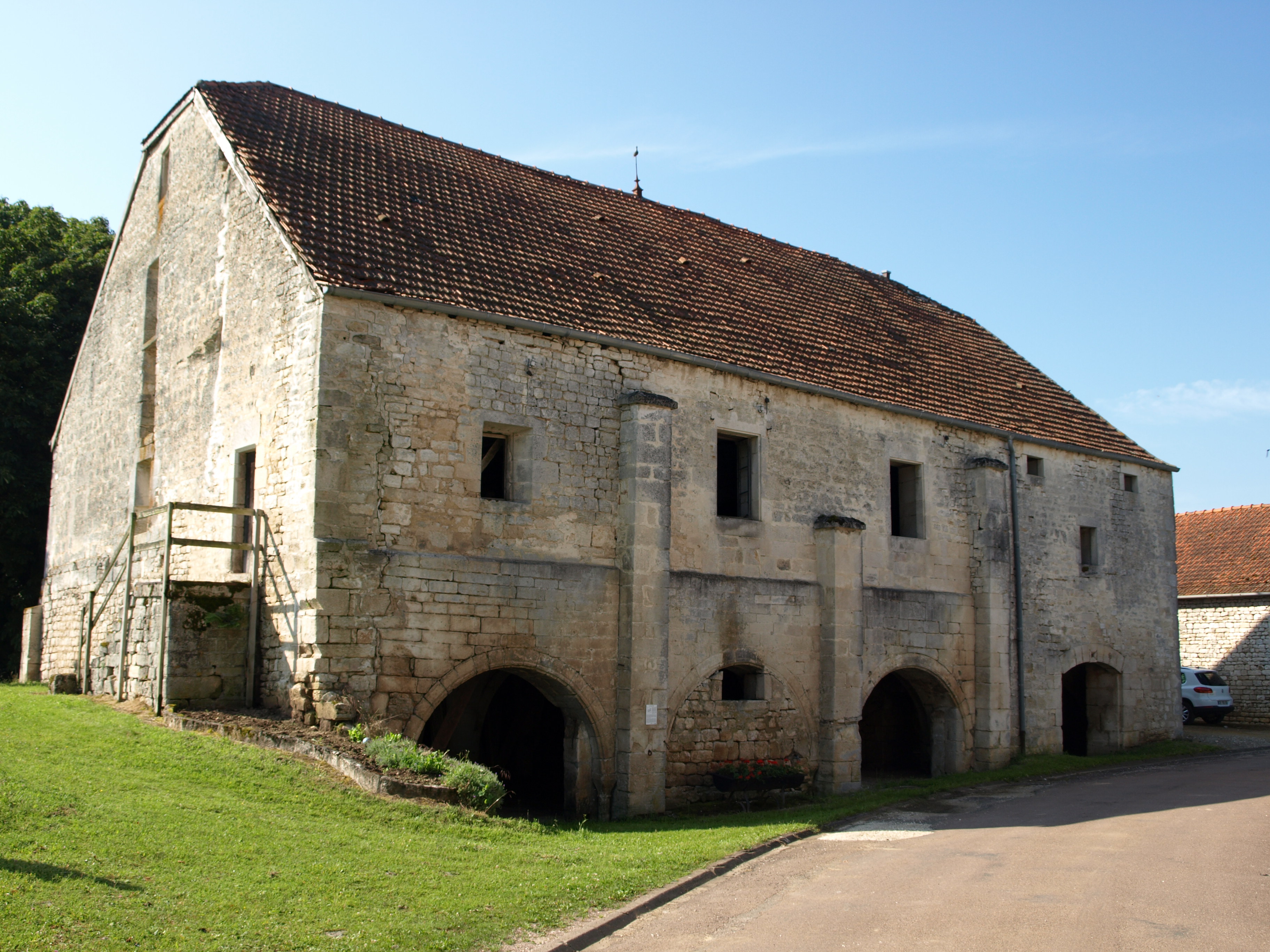
Commanderie de Mormant.

Les Templiers de l'ordre du Temple mettent alors en place ce système qui leur est propre et qui a prouvé son efficacité dans une multitude d'autres sites. Leur mission à Mormant se rapproche beaucoup de celle qui était la leur à la création de l'Ordre, en 1120 : la garde des voies et chemins et grandes routes de pèlerinage, « contre les brigands, pour le salut des pèlerins ».
La commanderie était gérée par un précepteur, le frère chapelain assurant quant à lui le service divin dans les chapelles, participant à la réception de nouveaux frères et les guidant spirituellement.
À Mormant, comme dans chaque commanderie, on pouvait trouver une chapelle, un logis avec cuisine et réfectoire, un dortoir, une salle du chapitre et des communs, avec plus spécifiquement ici l'hôpital hôtellerie.
En octobre 1307, sur ordre du roi Philippe IV le Bel, les Templiers sont arrêtés et leur procès commencera deux ans plus tard. Un des précepteurs de Mormant, Laurent de Beaune, sera ainsi jugé et subira le supplice du feu aux côtés du maître de l'Ordre, Jacques de Molay, le 18 mars 1314.
Entretemps, le 2 mai 1312, au regard de la bulle Ad Providam, le pape Clément V ordonne le transfert des biens et terres de l'ordre du Temple aux Hospitaliers de l'ordre de Saint-Jean de Jérusalem. Mormant redevient une possession des Hospitaliers.
Certains auteurs attribuent la possession de Mormant aux Templiers dès la mise en place de la Milice des Pauvres Chevaliers du Christ, en 1120. Lors du commencement de son procès, Jean de Chateauvillain déclare effectivement avoir été reçu en la maison de Mormant – Domus templi de Mormentum per fratum de Belna, la maison templière de Mormant par frère de Beaune. Cette déclaration mentionne cependant des évènements tardifs dans le temps car les actes de l'abbaye ne mentionnent nulle part, entre 1120 et 1135 les termes templi, fratibus, milicie templi, couramment usités chez les Templiers.
D'autre part, le témoignage d'un des frères templiers reçu en cette maison en 1304, interrogé lors d'un procès en 1311, indique à propos de Mormant que les Templiers venaient de l'acquérir de novo acquisita lors de son passage.

### Les Hospitaliers

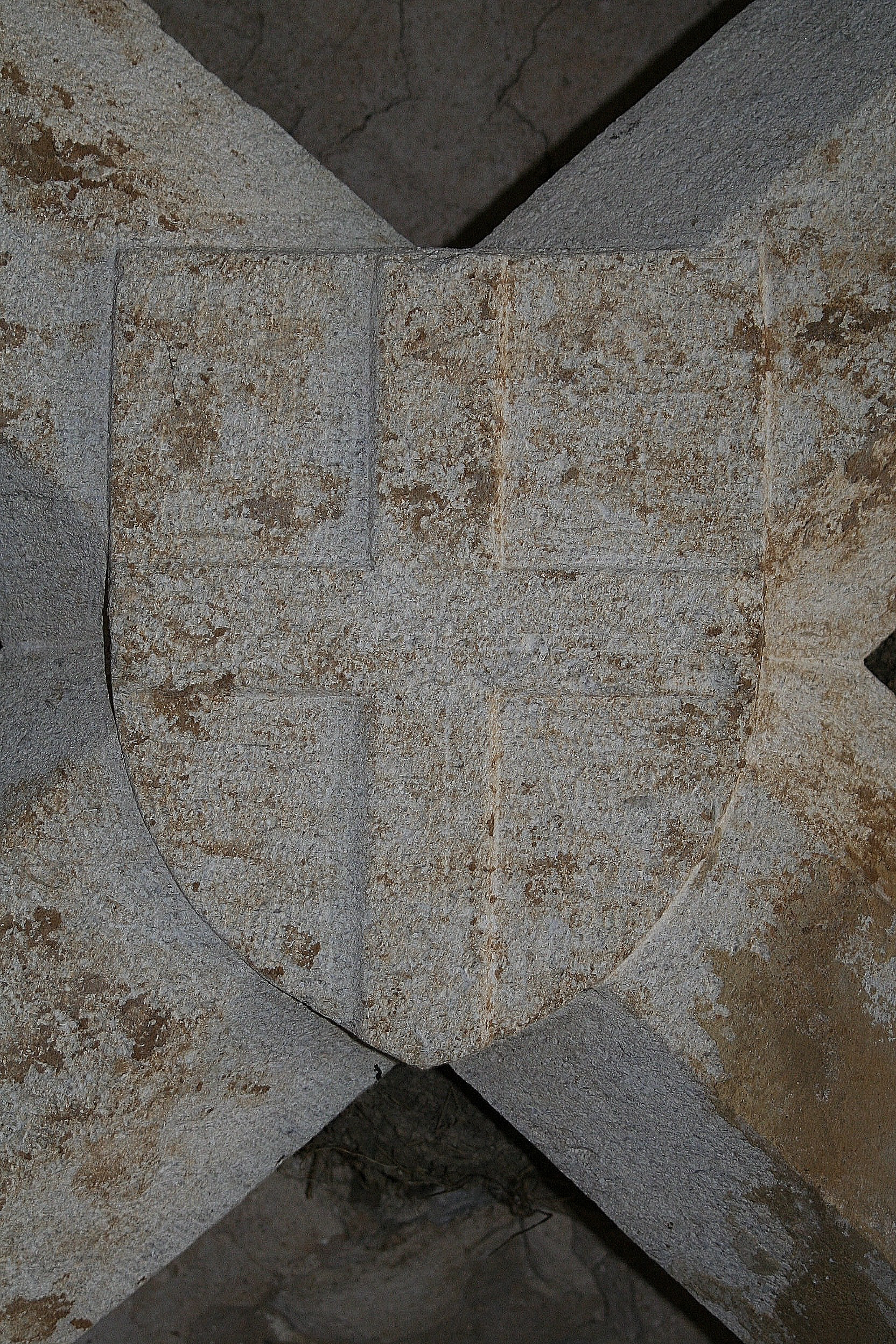
Clef de voûte de la Maison-Dieu aux armes des Hospitaliers.

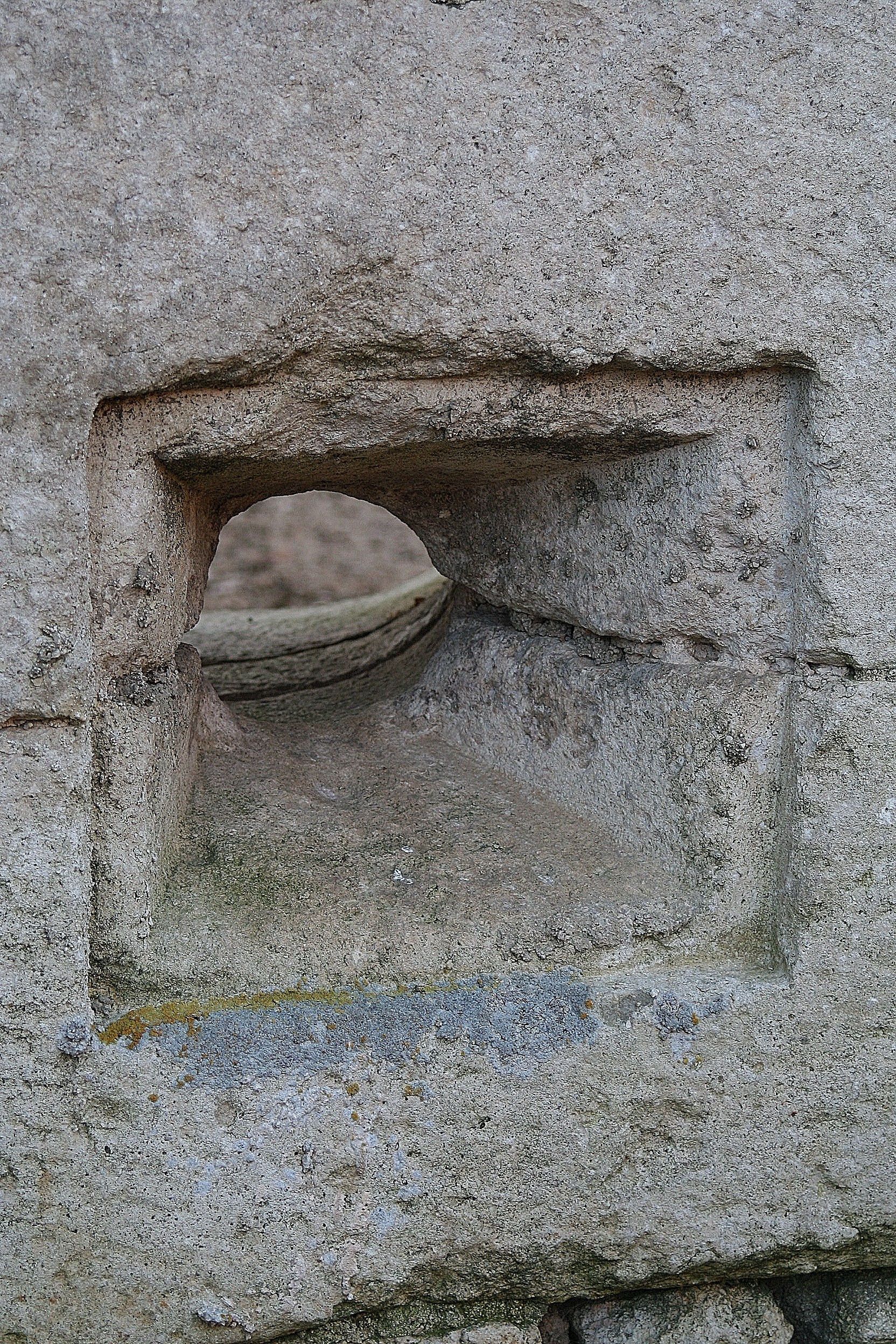
Bouche à feu dans le mur d'enceinte (fin du XVe siècle).

À la chute de l'ordre du Temple, les Hospitaliers de l'ordre de Saint-Jean de Jérusalem prennent possession du site de Mormant et y établissent leurs religieux. Ils la conserveront jusqu'à la Révolution française. L'ensemble des anciennes propriétés des Templiers dans la région de Champagne du sud sera alors réorganisé et regroupé en 10 grandes commanderies (Mormant, le Corgebin, Thors, Esnouveaux, Bonnevaux, Braux, Arbigny, Beauchemin, Ruetz et Saint-Nicolas de Langres).
Pendant la guerre de Cent Ans (1337 – 1453), le site, isolé et mal protégé est abandonné par ses occupants pour le site plus sécurisé de l'actuel Leffonds-le-Haut sur lequel ils avaient bâti une forteresse.
Ils assurent le service religieux de Leffonds et Mormant mais abandonnent leurs fonctions premières, l'accueil et le soin des pauvres et des pèlerins, moins nombreux en ces périodes incertaines.
À la fin du XVe siècle, avec la fin des troubles, les Hospitaliers réinvestissent le site, complètement ruiné. Ils donnent une autre orientation au site en y créant un domaine foncier de rapport dont l'objectif est de pourvoir au financement de l'ordre des Hospitaliers.
L'hôpital servira un temps d'écurie puis une restauration et une rénovation complète vont alors transformer le site.
Il est d'abord fortifié, divisé en deux cours ceinturées par de hauts remparts avec canonnières : « la petite cour » (la partie conventuelle et la maison forte) et « la grande cour » (le domaine agricole).
On trouvait dans le domaine agricole des granges et écuries, le logis des métayers, un colombier, un four à pain. On y accédait par un grand portail avec entrée charretière et piétonne.
Une maison abbatiale est érigée entre l'hôtellerie–réfectoire et la Maison-Dieu. Bâtisse à étage sur deux caves, flanquée d'une tour carrée et défendue par des bouches à feu, c'est une véritable maison forte qui communique avec l'étage de la Maison-Dieu, avec ses cellules et autres pièces.
Au début du XVIe siècle, une vaste église est également reconstruite par le nouveau commandeur Pierre de Bosredon, l'église Sainte-Marie avec deux chapelles (Saint-Marcoul et Saint-Antoine). L'ancienne Maison-Dieu est alors reconvertie en cellier.

### Révolution française
La première étape du démantèlement du site de Mormant intervient entre 1772 et 1775, quand les Hospitaliers décident de diviser les biens entre les commanderies de Beauchemin et Bonnevaux.
Le mauvais entretien de l'église entrainera, lors de ce démembrement, la disparition de sa nef. Il ne restera plus que le chœur qui sera lui aussi détruit ultérieurement.
Sous la Révolution française, la commanderie et ses biens sont confisqués pour être loués ou vendus comme bien nationaux. À cette même époque, en 1792, le grand prieuré de France est dissous.
La Maison forte, symbole de la puissance des Hospitaliers, sera détruite au début du XIXe siècle.
La Maison Dieu de Mormant se transforme alors en exploitation agricole privée, ce qu'elle est encore aujourd'hui.

## Principaux maîtres, précepteurs et abbés de Mormant
| Nom du maître, abbé ou commandeur | Dates       |
| AUGUSTINS                         |             |
| Herbert ou Hubert                 | 1121        |
| Raimbaud                          | 1126 - 1136 |
| Ebrard                            | 1150        |
| Nicolas I                         | 1157        |
| Guyard                            | 1176        |
| Nicolas II                        | 1190        |
| Colin                             | 1202        |
| Pierre                            | 1204        |
| Arnaud                            | 1217        |
| HOSPITALIERS                      |             |
| Guérin                            | 1225        |
| AUGUSTINS                         |             |
| André                             | 1231        |
| Josselin                          | 1247        |
| Laurent                           | 1260        |
| Amédée                            | 1266        |
| TEMPLIERS                         |             |
| Laurent de Beaune                 | 1300-1303   |
| Guillaume de Lorraine             | 1305-1307   |
| HOSPITALIERS                      |             |
| Jean de Lalandelle                | 1331        |
| Girard de Montagny                | 1338-1351   |
| Garnier d'Angeux,                 | ?           |
| Pierre de Bosredon                | 1506-1513   |
| Robert d'Achey                    | 1547        |
| François Pied-de-Fer<             | 1547        |
|                                   |             |

## Mormant aujourd'hui

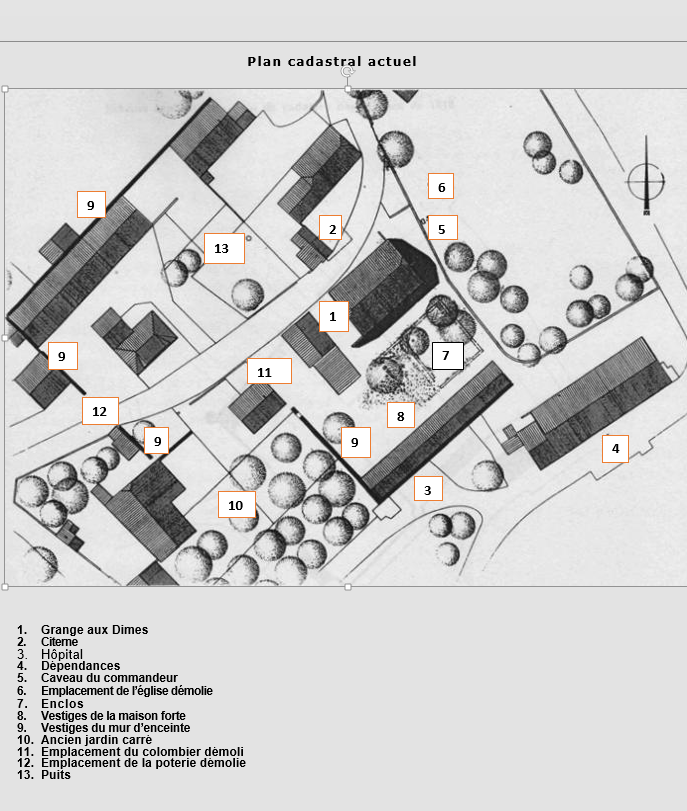
Plan cadastral.

Le bâtiment le plus méridional date de la fin du XIIe siècle, il servait d'hôtellerie-hôpital (n°3). Il est constitué de deux longues nefs voutées en berceaux cintrés reposant sur 21 colonnes. Les arcades, formées d'un seul rouleau en pierre de taille, déterminaient les espaces pour les malades. Sa face nord est éclairée par cinq fenêtres et compte trois portes.
Parallèlement l'importante Maison-Dieu (n°1), tout aussi ancienne, elle est parfois appelée à tort « grange dîmière ». Elle fut dotée au début du XIVe siècle d'une nouvelle travée. Le niveau inférieur abrite une grande salle. Elle est remblayée sur environ 1,80 mètre et est composée de quatre travées. Les trois travées primitives sont voutées sur croisée d'ogives sculptées de 3 tores retombants sur des chapiteaux à la corbeille sculptées de symboles végétaux et géométriques. La dernière est voutée d'ogive, sa clef étant historiée aux armes de l'ordre des Hospitaliers. Le niveau supérieur du bâtiment fut remanié au XVe siècle par le commandeur Pierre de Bosredon. On trouve des cellules et un dortoir. Dans l'une de ces cellules, on trouve sur l'un des murs une fresque datée de la fin du XVIe siècle et représentant une Vierge de Piété.
Au levant de la Maison-Dieu se trouvait une chapelle (n°6), il ne reste qu'un caveau du commandeur de Bosredon (n°5). Il avait fait construire pour protéger la commanderie une courtine percée de nombreuses canonnière (n°9).
Le site est classé : le bâtiment de la Maison-Dieu fait l’objet d’un classement au titre des monuments historiques depuis le 21 juillet 1989. Il est la propriété de la commune de Leffonds. L'ancien hôtellerie-hôpital, les vestiges du mur d'enceinte et le caveau du commandeur de Bosredon sont inscrits en totalité à l'Inventaire supplémentaire des Monuments historiques par arrêté du 21 juillet 1989. Ils sont propriété privée.

## Les possessions et dépendances de Mormant
Outre ses propres propriétés foncières de rapport (forêts, terres cultivables) et son bâti, Mormant a possédé, hors de ses murs et à divers moments de son existence, plusieurs maisons, hôpitaux et autres biens et parmi lesquels :
- Beauchemin

La maison de Beauchemin est placée sur l'axe antique Langres / Reims, à l'embranchement de la voie qui part vers Sens. Elle connut une évolution au fil des siècles. Probable mansio gallo-romaine, c'était déjà un hôpital sous Charlemagne. Elle dépendait de Mormant, tant par l'investiture du prieur que pour la juridiction spirituelle et sa garde. Elle sera templière au XIIe siècle avant que l'évêque de Langres Joceran de Brancion ne la confie aux Hospitaliers.
- Bonnevaux

La ferme de Bonnevaux, à Jonchery, près de Chaumont, est située sur l'abord immédiat d'un carrefour de voies romaines. Probable ancien mansio, Mormant y construit un hospice qui a connu des donations dès 1140.
- Bugnières

La commanderie y possédait une carrière exploitée au XIIIe siècle.
- Faverolles

Une seigneurie, la Genevrouse, est confiée aux Templiers en 1150. Après 1240, elle deviendra dépendante de Mormant.
- Langres

L'hôpital Saint-Nicolas, hôtellerie et hôpital fondé en 1170, dépend de Mormant en 1213. Construit hors de l'enceinte au début du XIIe siècle, il intègrera celle du XIVe siècle. Il sera annexé en 1269 à la commanderie de La Romagne.
- Leffonds

Les Hospitaliers de Mormant ont construit au XIVe siècle une forteresse à Leffonds-le-Haut.
- Marac

Pendant la période templière de Mormant, l'abbé de Saint-Étienne de Dijon, Milo, leur attribue une maison seigneuriale et ses dépendances, l'église et les dîmes de Marc et d'Ormancey. Une légende rapporte que, sur le territoire de Marac, une forteresse templière, La Vesvres, fut également donnée en 1188 par Milo à Mormant. Elle se situait à peu de distance de l'embranchement des deux grandes voies de Langres vers Bar-sur-Aube et Auxerre. Elle fut détruite sous les ordres de Philippe IV le Bel. Elle constituait un ensemble de 44 mètres sur 55, avec 4 tours d'angle, avec douves et pont-levis. Mais ce n'est qu'une légende totalement erronée.
- Richebourg

Le village d'Epillant, en ruine aujourd'hui, se situait entre Richebourg et l'abbaye. Cette dernière en récupérera les dîmes au début du XIIe siècle. À la suite de la récupération de l'usage de ses bois par Mormant, le village sera le centre d'un conflit entre la commanderie et celle de Molesmes.
- Rochevilliers

Lieu-dit de la vallée de la rivière Suize, vers Chaumont. Grosse exploitation agricole.
- Ferme de Bugey

Exploitation agricole donnée aux religieuses de Vauxbons en 1374.